# Brandon Wood
Brandon Wood (Kokomo, 5 gennaio 1989) è un cestista statunitense.